# Cofinalitat
En teoria de conjunts i teoria de l'ordre, un subconjunt {\displaystyle A} d'un conjunt ordenat {\displaystyle X} és cofinal en {\displaystyle A} si no té cota superior en {\displaystyle A}.
En teoria de conjunts s'utilitza aquest concepte per definir la noció de cofinalitat, que permet classificar els diferents cardinals infinits.

## Cofinalitat d'ordinals
La definició de conjunt cofinal és:
| Siga X un conjunt ordenat. Un subconjunt A ⊆ X es cofinal en X si per tota x ∈ X existix un a ∈ A major o igual a x. |

D'altra banda, la noció de «cofinal» referida a ordinals és:
| Hom diu que un ordinal α és cofinal en altre ordinal β si existix una funció monòtona f : α → β amb un rang que és cofinal en β. |

D'aquesta manera, α és cofinal en β si pot «escalar-se» l'ordinal β en α amb «salts» arbitràriament grans, superant qualsevol ordinal menor que β. Es definix llavors la cofinalitat d'un ordinal com:
| La cofinalitat d'un ordinal α és el menor ordinal cf(α) que és cofinal en α. |

És a dir, cf(α) és el nombre mínim de «salts» necessaris per «escalar» α.
La cofinalitat d'un ordinal només té interés per ordinals límit, car donat qualsevol ordinal succesor es té que cf(α) = 1. En efecte, el rang de la funció f : 1 → α donada per f(0) = β es cofinal en α.
Pot demostrar-se que calen infinits «salts» per escalar un ordinal límit, i que no qualsevol ordinal pot ser la cofinalitat d'un altre:
| - Donat un ordinal límit λ, ω ≤ cf(λ) ≤ λ. - La cofinalitat d'un ordinal és sempre un cardinal de Von Neumann: pet tota α, cf(α) ∈ K. - En particular, si card(λ) = κ, llavors cf(λ) ≤ κ. - La confinalitat és idempotent: cf(cf(α))=cf(α). |

## Exemples
Per parlar de cofinalitats es pot utilitzar la notació de nombres alef, identificant ℵα amb el corresponent ordinal ωα.
- Cap nonmbre natural n es cofinal en ω, perqué el rang de qualsevol funció f : n → ω té un màxim, f(n – 1) i, per tant, una cota superior estricta, f(n – 1) + 1. Així, cf(ω) = ω.
- Si s'asumix l'axioma d'elecció (o inclús una versió més feble), la cofinalitat del primer ordinal no numerable ω1 no es cap ordinal numerable δ. Això és degut al fet que aleshores, la unió numerable de conjunts numerables és al mateix temps numerable, i cap funció f : δ → ω1 es cofinal: la unió dels ordinals en la seua imatge, tots ells numerables per la definició d'ω1, es un ordinal numerable α, i α + 1 es menor que ω1 i una cota estricta pel rang d'f. Per tant, ha de ser cf(ω1) = ω1.
- El cardinal ℵω es la unió numerable dels cardinals ℵn. Donat que esa sèrie numerable no té cota en ℵω, es té que cf(ℵω) = ω.

## Ordinal regular
Un ordinal α és regular si coincideix amb la seua confinalitat, α = cf(α). Un ordinal regular és de fet un cardinal.